# Делуиз, Майкл
Майкл Роберт Делуиз (англ. Michael Robert Deluise, род. 4 августа 1969 года в Лос-Анджелесе, Калифорния, США) — американский актёр, режиссёр и продюсер.

## Биография
Майкл — сын актёра-комика Дом Делуиза и актрисы Кэрол Артур, брат Питера Делуиза и Дэвида Делуиза.

## Избранная фильмография
| Год  |   | Русское название  | Оригинальное название | Роль           |
| ---- | - | ----------------- | --------------------- | -------------- |
| 1992 | ф | Парень из Энсино  | Encino Man            | Мэтт Уилсон    |
| 1992 | ф | Мир Уэйна         | Wayne's World         | Алан           |
| 1993 | ф | Полночный выпуск  | Midnight Edition      | Дэррил Ветсон  |
| 1994 | с | Подводная одиссея | seaQuest DSV          | Энтони Пикколо |
| 2004 | с | Остаться в живых  | Lost                  | Дэвид          |